# Litargus multiguttatus
Litargus multiguttatus es una especie de coleóptero de la familia Mycetophagidae.

## Distribución geográfica
Habita en Australia.